# Los Romeos (grupo argentino)
Los Romeos es una banda argentina de rock que nació como proyecto en 1989 y se consagraron recién en el año 1992 cuando Sergio Nacif Cabrera y Marcelo Pelater (exintegrantes de la banda de reggae Alphonso S'Entrega); se juntaron con Pablo Sbaraglia.

## Historia
Después de haber grabado varias cintas demo, llegaron a captar la atención del conductor radial Bobby Flores, quién se encargó de popularizar la banda.
Con su disco titulado simplemente, Los Romeos (1993); llegaron a los primeros puestos de los rankings musicales argentinos y sudamericanos con sus hits «Basura» y «Sin meditar». En ese mismo año, fueron teloneros de Madonna en Buenos Aires y giraron por Argentina con los grupos europeos Duran Duran y Simply Red.
En el año 1994, lanzan su segundo álbum, Tirame un salvavidas, Sbaraglia se va de la formación y Rinaldo Rafanelli, quien produjo este y el primer álbum, comienza a tener una participación más activa en la banda.
Posteriormente, tras algunos cambios en la formación por la que pasaron entre otros como Gringui Herrera (exguitarrista de Los Abuelos de la Nada, de la banda de Fito Páez y Andrés Calamaro) en guitarra y bajo y Oscar Moro (exintegrante de Los Gatos, Color Humano y Serú Girán), Ariel Rodríguez (de Viticus) en guitarra, realizaron shows en Capital Federal, bajo el nombre Revolver, antes de desintegrarse a fines de los años noventa.
En el año 2006, con otra formación y otro sonido, presentaron un nuevo disco: Pasaporte, en el que participan como invitados Miguel Zavaleta (ex Suéter) e Hilda Lizarazu. De este disco, se destaca la canción, «Las patas de la mentira», co-compuesto con el documentalista Miguel Rodríguez Arias, creador del ciclo homónimo y con él del formato de programas de archivos.
A fines de 2008, La banda grabó con el reconocido productor Mario Breuer en los estudios Concreto una versión de la canción «Hombres de hierro», de León Gieco, que formara parte del álbum tributo al cantautor, titulado Guardado en la memoria (2009).
En el año 2012, graban un EP de cuatro canciones, lanzado al año siguiente llamado Mentira!. El primer corte de difusión del material fue la canción homónima; cuyo videoclip promocional estuvo protagonizado por la propia banda y con la participación del actor Juan Acosta.

## Integrantes

### Formación 1989-1994
- Sergio Nacif Cabrera: Guitarra y voz
- Pablo Sbaraglia: Teclados y voces
- Marcelo Pelater: Saxofón
- Clea Torales: Saxofón
- Claudio Batista: Bajo
- Gustavo Virgilio: Batería

### Formación actual
- Sergio Nacif Cabrera: Guitarra y voz
- Emma Heslop: Teclados y voces
- Carlos Gardellini: Guitarra y voz
- Omar «Chino» Pérez: Bajo
- Gustavo Virgilio: Batería

## Discografía

### Los Romeos (1993)
```

```

| N.º | Título                                  | Duración |  |
| 1.  | «Voy a dar pelea»                       | 0        |  |
| 2.  | «Basura»                                | 0        |  |
| 3.  | «Ella»                                  | 0        |  |
| 4.  | «Huyendo de la policía»                 | 0        |  |
| 5.  | «No estoy más en mi»                    | 0        |  |
| 6.  | «No puedo verte»                        | 0        |  |
| 7.  | «Ya no hay casa»                        | 0        |  |
| 8.  | «No encontramos lo que fuimos a buscar» | 0        |  |
| 9.  | «A veces pasa»                          | 0        |  |
| 10. | «Chau loco»                             | 0        |  |
| 11. | «Solo mi problema»                      | 0        |  |
| 12. | «Llevo encima tu fantasma»              | 0        |  |
| 13. | «Sin meditar»                           |          |  |
| 14. | «Encerrado y tomando»                   |          |  |
| 15. | «Nada más de mí»                        | 0        |  |

### Tirame un salvavidas (1994)
| N.º | Título                    | Duración |  |
| 1.  | «Adiós querida»           | 0        |  |
| 2.  | «Esclavo de tu amor»      | 0        |  |
| 3.  | «Hombre golpeado»         | 0        |  |
| 4.  | «El autista»              | 0        |  |
| 5.  | «Se nos viene la noche»   | 0        |  |
| 6.  | «Yo quiero ver tu show»   | 0        |  |
| 7.  | «Si estuvieras aquí»      | 0        |  |
| 8.  | «Cuidado con la fría hoz» | 0        |  |
| 9.  | «Tirame un salvavidas»    | 0        |  |
| 10. | «Embrujado»               | 0        |  |
| 11. | «Como viene»              | 0        |  |
| 12. | «Marcapasos»              | 0        |  |
| 13. | «El guasón»               |          |  |

### Pasaporte (2006)
| N.º | Título                                           | Duración |  |
| 1.  | «Las patas de la mentira»                        | 03:24    |  |
| 2.  | «Pasaporte»                                      | 04:19    |  |
| 3.  | «Amor ilegal (con Hilda Lizarazu)»               | 04:14    |  |
| 4.  | «Satisfaces mi alma»                             | 04:07    |  |
| 5.  | «Chau loco»                                      | 03:01    |  |
| 6.  | «Otra grieta en la pared»                        | 04:18    |  |
| 7.  | «Tirame un salvavidas»                           | 03:43    |  |
| 8.  | «Caribbean beach»                                | 04:16    |  |
| 9.  | «Castigo para darte»                             | 03:19    |  |
| 10. | «Es hora de decirte adiós (con Miguel Zavaleta)» | 04:20    |  |

### Mentira! (2012)
| N.º | Título               | Duración |  |
| 1.  | «Mentira!»           | 02:53    |  |
| 2.  | «Atrapado en tu red» | 04:09    |  |
| 3.  | «El Autista»         | 03:57    |  |
| 4.  | «Gatillo difícil»    | 03:04    |  |